# Морський торговельний порт «Чорноморськ»
Морськи́й порт «Чорноморськ» (ДП «МТП «Чорноморськ», до 2017 року — ДП «Іллічівський морський торгівельний порт») — один із найбільших портів України, підприємство транспортної системи країни, розташований у місті Чорноморськ Одеської області. Відповідно до Закону України «Про морські порти України [Архівовано 11 листопада 2021 у Wayback Machine.]» функції адміністрації морського порту Чорноморськ виконує Чорноморська філія державного підприємства Адміністрації морських портів України.

## Історія
Будівництво порту розпочалося 1956 року й було продиктовано бурхливим розвитком зовнішньоторговельних зв'язків СРСР і неспроможністю Одеського порту забезпечити зростальні обсяги вантажопотоків. Уведений в експлуатацію 1958 року й у 1960 вантажообіг досяг 2,6 млн т.
Починаючи з 1960-х років порт опанував перевантаження найрізноманітніших вантажів. Це імпорт з усіх кінців світу: каучук, джут, чай, корка, паркет, різноманітні олії, каустична сода, бавовна, перець, арахіс, взуття, одяг, тканини тощо. З експорту — це верстати, найрізноманітніше устаткування, обладнання, автомобілі, будівельна та сільськогосподарська техніка, труби, метали, міндобрива, вугілля, руда тощо. Освоєно перевантаження великовагових вантажів (до 500 т на одне вантажне місце).
Наявність потужної виробничої бази в поєднанні з вигідним географічним розташуванням на перехресті торгових шляхів між Європою й Азією забезпечують сприятливі умови для активного розвитку зовнішньоторговельних зв'язків більш ніж зі ста країнами світу.
Припортова залізнична станція — Чорноморськ-Порт.

### Новий період в історії порту
Згідно з реформою портової галузі, у червні 2013 року зі складу державного морського торгового порту було відокремлено Іллічівську філію «Адміністрації морських портів України», які перебрала на себе функції управління портовими стратегічними об'єктами (причали, канал, акваторія) під керівництвом начальника філії. А власне ДП «ІМТП» став державною стивідорною компанією, під керівництвом директора. Таким чином, у червні 2013 року посаду начальника порту скасовано.

## Портові оператори

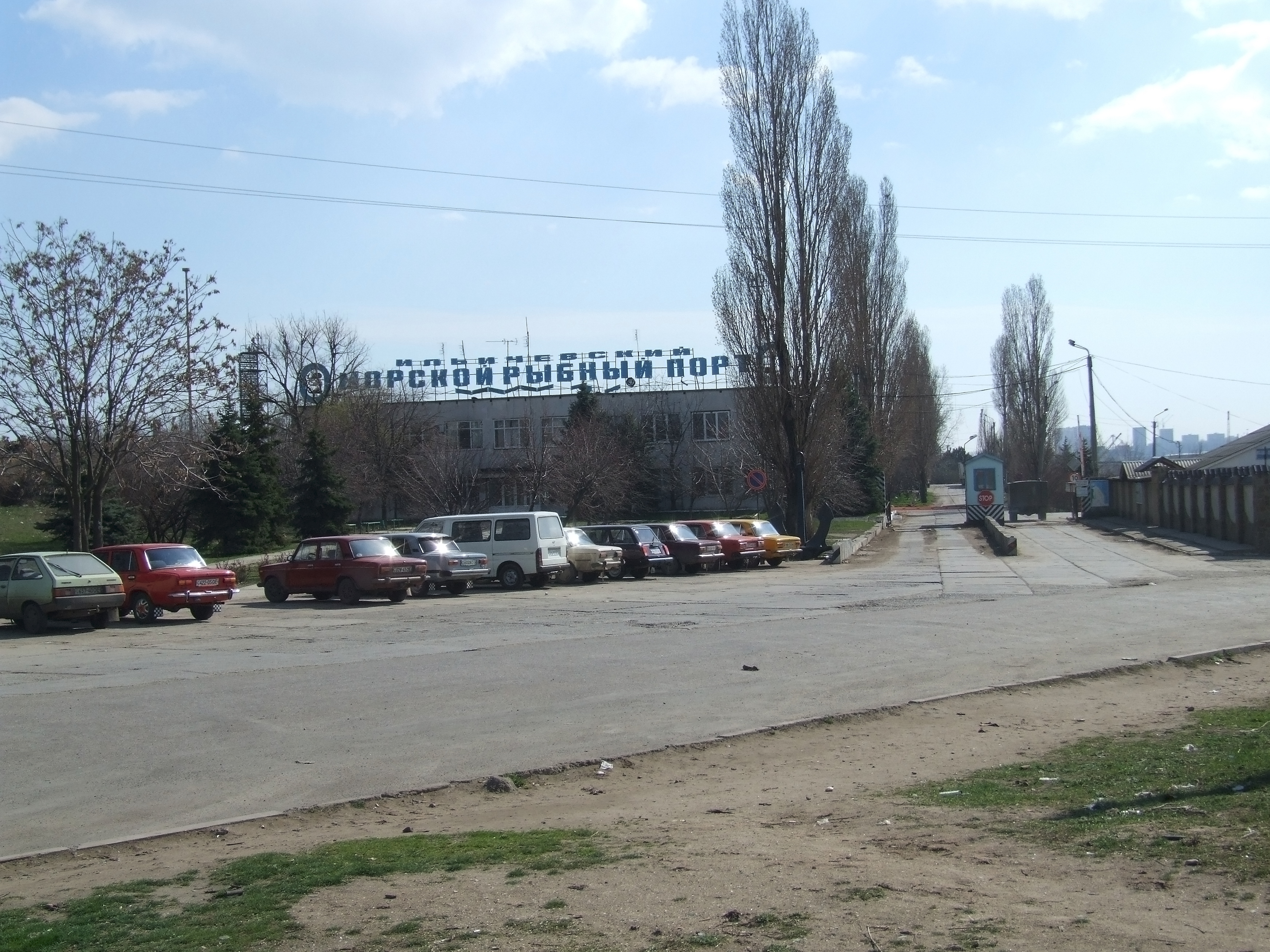
Адміністрація «Чорноморського рибного порту» в селі Бурлача Балка

- ДП «Морський торговельний порт «Чорноморськ»
- СП ТОВ «Трансбалктермінал»
- ТОВ «Чорноморський рибний порт»
- ТОВ «Чорноморський зерновий термінал»
- ТОВ «Рісоіл Термінал»
- ТОВ «Фрам Шипінг Едженсі»
- ТОВ «Транс-Сервіс»
- ТОВ «Олір Ресорсіз»
- ТОВ «Європіан Агро Інвестмент Юкрейн»
- ТОВ «Еко-Ресурс-Холдинг»
- ТОВ «ТЕК-Транс Груп Форвард»
- ТОВ «Чорноморська стивідорна компанія»
- ПАТ «Чорноморський паливний термінал»

## Показники діяльності

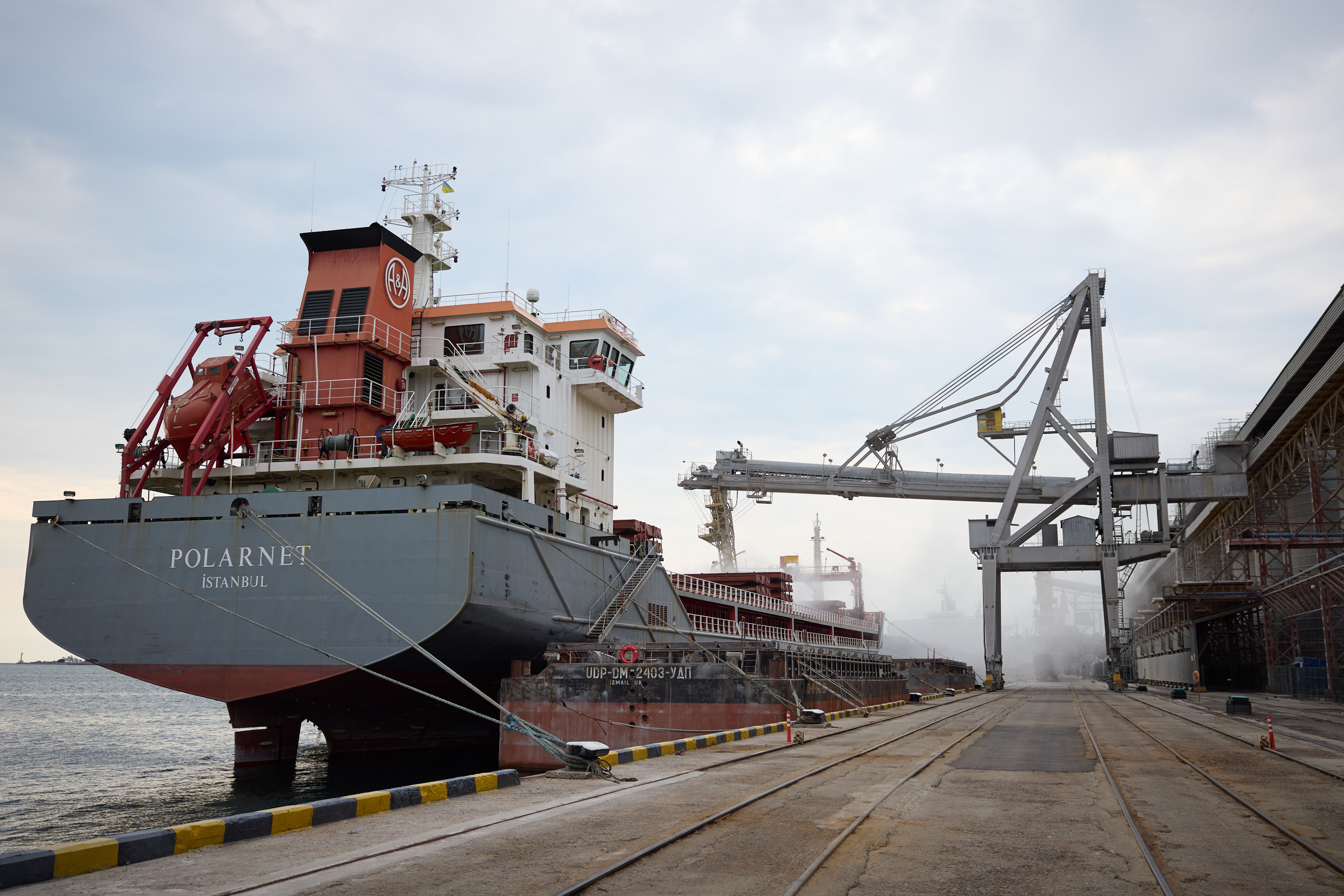
Судно "Polarnet" біля причалу в порту "Чорноморськ"

За 12 місяців 2018 року вантажообіг морського порту Чорноморськ в цілому по акваторії, з урахуванням ТОВ «Чорноморський рибний порт», склав 21 млн 535 тис. т, що на 2 % або на 447,5 тис. т перевищує показники минулого року.
Експортних вантажів у січні-грудні перероблено 16 млн 478 тис. т (більше показників 2017 року на 2,2 %), імпортних — 4 млн 202 тис. т (+1,3 % до показників минулого року), транзитних — 804 тис. т (+0,9 до показників 2017 року) та каботажних вантажів — 51 тис. т (збільшення показників майже у 3 рази) — дані звітного періоду надано з урахуванням ТОВ «Чорноморський рибний порт».
За цей період досягнуті успіхи у переробці навалювальних вантажів — 14 млн 513 тис. т (на 4 % більше показників аналогічного періоду 2017 року). Найкращі результати досягнуто при переробці зернових — 9 млн 224 тис. т (+13,6 % до показників минулого року).
Також досягнуті успіхи при перевантажені генеральних вантажів  — 5 млн 420 тис. т (на 1,2 % більше ніж минулого року). Таких показників вдалося досягнути, зокрема за рахунок переробки чорних металів — 1 млн 45 тис. т (+27,2 % до показників 2017 року) та великовантажних автомобілів — 1 млн 831 тис. т або 59 тис. 094 од. (+7 до показників аналогічного періоду минулого року).
Загалом на власних причалах Іллічівської філії ДП «АМПУ» у 2018 році було оброблено 1251 судно.
В 2024 році морські порти України обробили рекордні 97,2 млн т вантажів, зокрема порт «Чорноморськ» (ІІ місце в країні) – 26,04 млн т.

## Плани розвитку

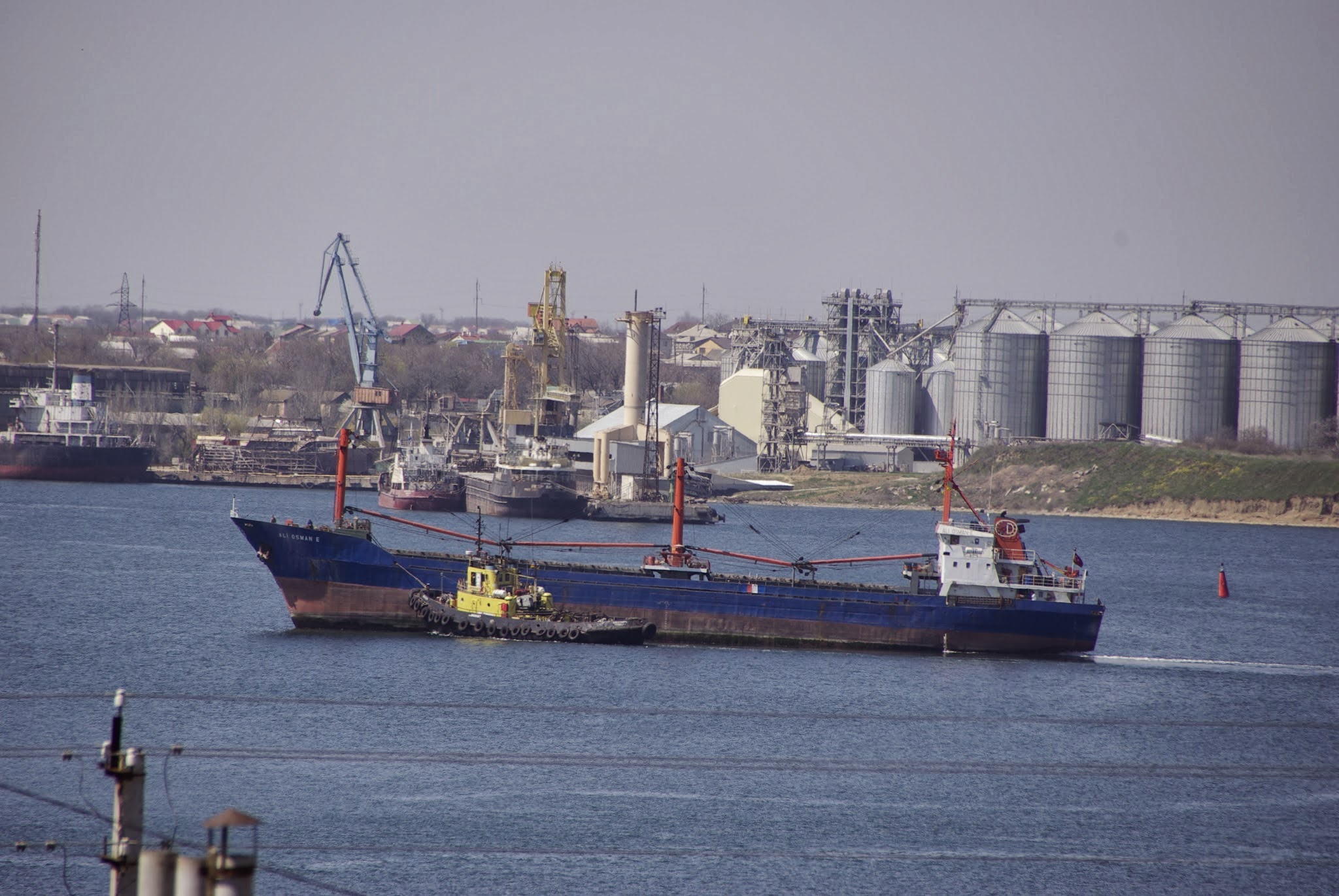
Судно "Ali Osman E" в порту "Чорноморськ"

8 серпня 2018 року в морському порту Чорноморськ розпочалася реалізація нового великого інфраструктурного проєкту Адміністрації морських портів України (АМПУ). Китайська компанія China Harbour Engineering Company Ltd. (CHEC) розпочала днопоглиблення на морському підхідному каналі до порту і в операційній акваторії 1-го ковша Сухого лиману.
Днопоглиблення в порту Чорноморськ підвищить його конкурентоспроможність в басейні Чорного моря, створить умови для підходу великотоннажних суден з осадкою до 14,5 м типу Capesize, дедвейтом до 100 тис. т і контейнеровозів місткістю  8 тис. TEU до діючих та запланованих до реконструкції глибоководних причалів.
Реалізація нового проєкту в порту Чорноморськ позитивно вплине на перспективний розвиток стивідорів, що працюють в порту, зокрема таких великих приватних компаній як «Кернел», «Рісоіл», «Іллічівський зерновий термінал» та інших учасників ринку. Стратегія розвитку порту також передбачає реконструкцію причального фронту зі збільшенням глибин у його кордонів. Йдеться про реконструкцію причалів №№ 1–2, 11–17 зі збільшенням проєктних глибин до 15 м. Підвищення безпеки проводки суден і розвиток портової інфраструктури створять умови для залучення в Чорноморськ нових операторів і збільшення вантажообігу.
Проєкт днопоглиблення передбачає не тільки поглиблення, а й розширення підхідного каналу. На сьогоднішній день довжина каналу становить 1400 м, ширина — 150 м, а глибина — 14,5 м. Після реконструкції його параметри будуть збільшені: довжина — до 1600 м, глибина — до 16 м. Своєю чергою, днопоглиблення акваторії 1-го ковша Сухого лиману дозволить досягти глибини в його центральній частині до 15 м. Загальний обсяг днопоглиблювальних робіт в порту Чорноморськ складе близько 2 млн м³. На підхідному каналі буде піднято понад 500 тис. м³ ґрунту, в акваторії — майже 1,5 млн м³. Орієнтовний термін проведення робіт за проєктами від 2 до 5 місяців.
Вартість реалізації проєктів — 404,1 млн грн без ПДВ. З них 87,1 млн грн без ПДВ буде направлено на днопоглиблення каналу, а 317 млн грн без ПДВ — акваторії.
Компанія CHEC була обрана для проведення днопоглиблювальних робіт у порту Чорноморськ в результаті відкритих торгів в електронній системі державних закупівель Prozorro.
В 2023 році портові термінали «Чорноморська» готувалися до передачі у концесію. До передачі у концесію планувалися перший, контейнерний та п’ятий термінали. Підготовку ТЕО планував профінансувати Глобальний інфраструктурний фонд, експерти і консультанти залучалися від Європейського банку реконструкції та розвитку і Міжнародної фінансової корпорації.
17 липня 2025 року Державне підприємство «Морський торговельний порт «Чорноморськ» здійснило перевалку понад 20 тисяч тонн сталевої заготовки вперше за десятиліття. Це історичне відновлення дозволило не лише розширити спектр оброблюваних вантажів, а й зміцнити стійкість підприємства у кризових умовах.

## Антимонопольні санкції
28 листопаду 2024 року Антимонопольний комітет України (АМКУ) оштрафував Чорноморський морський порт на 2 млн грн за зловживання домінуючим становищем на ринку. Штраф був накладений за порушення законодавства про захист економічної конкуренції, згідно з пунктом 1 частини другої статті 13 та пунктом 2 статті 50 Закону України «Про захист економічної конкуренції».

## Керівництво

### Начальники порту
- 1961—1962 — Пахом Михайлович Макаренко
- 1962—1969 — Володимир Христофорович Хантадзе
- 1969—1980 — Валентин Іванович Золотарьов
- 1980—1987 — Борис Микитович Грабовий
- 1987—1989 — Станіслав Семенович Михайлюк
- 1989—1993 — Михайло Федорович Кузьменко
- 1993—2002 — Станіслав Кирилович Стребко
- 2003—2004 — Анатолій Васильович Єрьоменко
- 2004—2006 — Володимир Іванович Биков
- 2006—2006 — Руслан Радзіховський
- 2006—2010 — Геннадій Павлович Скворцов
- 2010—2011 — Костянтин Костянтинович Лавриненко
- 2011—2013 — Олександр Гаврилович Григорашенко
- 2013—2015 — Юрій Юрійович Крук

### Начальники Адміністрації морського порту «Чорноморськ» (Чорноморської філії ДП «АМПУ»)
- 2013—2014 — Кошелев Олексій Євгенович
- 2014—2017 — Скворцов Геннадій Павлович
- 2017—2019 — Волошин Вячеслав Едуардович
- 2020 — по цей час — Басюк Олександр Григорович